# Salvador Carreres Zacarés
Salvador Carreres Zacarés (Valencia, 13 de junio de 1882 - Valencia, 17 de enero de 1973) fue un historiador español. Licenciado en Derecho y Filosofía y Letras por la Universidad de Valencia y doctorado por la Universidad Central de Madrid en 1908 con la tesis Tratados entre Castilla y Aragón para el reparto de la Reconquista. Fue cronista oficial de la ciudad de Valencia y miembro de diversas instituciones académicas, como la Institución Alfonso el Magnánimo y la Real Academia de Buenas Letras de Barcelona.